# Posta Imre
Posta Imre (Szentes, 1969. november 22. –) magyar tartalékos katonatiszt, publicista, radikális politológus. 

## Életútja
1992-ben vegyvédelmi szakmérnökként diplomázott a Bolyai János Katonai Műszaki Főiskolán. 1998-ban szerzett pszichológus diplomát a debreceni Kossuth Lajos Tudományegyetemen.
2005-ben klinikai szakpszichológusi, egy évvel később pedig munka- és szervezet-szakpszichológusi képesítést szerzett. Ezenkívül részt vett autogén tréning csoportvezetői és szimbólumterapeutai szakképzésben.
Pályafutása során a Magyar Honvédség 93. Petőfi Sándor Vegyvédelmi Ezred századparancsnoka volt, később a 93. Vitéz Háry László Vegyes Repülőosztály pszichológusa, humán részleg munkatársa, majd a Fiatalkorúak Büntetés-végrehajtási Intézetének pszichológusa, a Pest Megyei Munkaügyi Központ családtámogató munkatársa, a Grafológiai Intézet megbízott szakpszichológia-oktatója, a Köztársasági Őrezred pszichológusa, laboratóriumvezetője.
2006 őszén, miután a Köztársasági Őrezred morális leépülésére figyelmeztette annak vezetőit, illetve a miniszterelnököt is, fegyelmi eljárást indítottak ellene, majd menesztették, azóta a politikai és rendészeti háttérfolyamatok kutatásával és nyilvánosságra hozásával foglalkozik könyvein, előadásain, televíziós szereplésein és blogján keresztül. 
Munkássága miatt többször került összetűzésbe a hatóságokkal. 2021. szeptemberében Kulcson, egy magát "Magyarok Felelős Nemzeti Kormányá"-nak nevező csoportosulás szabadtéri rendezvényén társával, Kovács Áronnal "halálos ítéleteket" hirdetett ki 31 közéleti személyiségre, többek közt Orbán Viktor miniszterelnökre, Toroczkai László és Gyurcsány Ferenc pártelnökökre, illetve Müller Cecília országos tisztifőorvosra, majd biztatta a jelenlévőket az ítéletek végrehajtására. Ennek következtében 2021. szeptember 27-én letartóztatták az alkotmányos rend erőszakos megváltoztatására irányuló bűntett és emberölés előkészületének bűntette megalapozott gyanújával. 4 hónap után, 2022. január 31-én házi őrizetbe került azzal a feltétellel, hogy nem használhat közösségi oldalakat, különös tekintettel a Facebook-oldalára és a blogjára, amely a magyar kriminalisztikában egyedülálló döntés volt. A döntés ellenére továbbra is blogot folytat.

## Vélemények Posta Imréről
Posta Imre, bár már 2010-ben megpróbált egy olyan ernyőszervezetet létrehozni, amely minden szélsőséges magyarországi csoportot tömörít, a szélsőjobboldali körök valójában éppúgy nem veszik komolyan nézeteit és felhívásait, sőt a sajtóban is elhangzott, hogy közönséges futóbolond-nak tartják.

## Művei
- Rend-őr-köz-i-gazság; Versus Duo, Szigethalom, 2006 ISBN 978-963-06-3202-7
- Rend-őr-i-gazemberek. A Közöny vége, vagy a Vég közönye? 2006. október 23. A szégyen napja; Versus Duo, Szigethalom, 2008 ISBN 978 -963-06-5532-3
- Magyar vágy. Ádáz versek, szólamok; Versus Duo, Szigetszentmiklós–Szigethalom, 2008
- Olajos akták. Feketén-fehéren; Versus Duo, Szigethalom, 2008  ISBN 978-963-06-6425-7
- Rendőr szak-szervezett háború I-II Versus Duo, Szigetszentmiklós, 2008 ISBN 978-963-88391-0-7